# St. Peter (Chianocco)

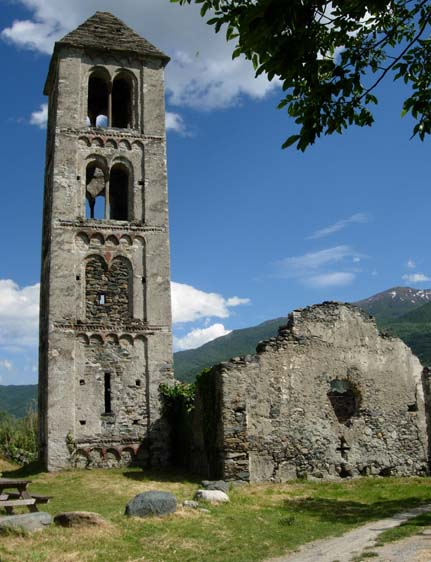
Kirchenruine Sankt Peter

Die Kirchenruine Sankt Peter ist die Ruine einer römisch-katholischen Kirche im Ort Chianocco in der italienischen Metropolitanstadt Turin (TO), Region Piemont. Die Kirche war dem heiligen Petrus geweiht.

## Lage
Die Kirchenruine Sankt Peter liegt etwa 500 m über dem Meeresspiegel im unteren Susatal, rund 10 km östlich von Susa. Die Weiler der Gemeinde Chianocco, frankoprovenzalisch Tsanuch, französisch Chanoux, liegen auf dem Schwemmkegel des Wildbachs Rio Prebec, den dieser am Fuß der Bergflanke des Lunella-Arpone-Grats beim Monte Palon in der Rocciamelonegruppe mit der Zeit durch Murgänge gebildet het. Der Schwemmhügel liegt unterhalb des Chianocco-Canyons und zieht sich im Susatal bis zum Fluss Dora Riparia hinunter. Der Standort der Kirchenruine St. Peter liegt nahe am Bachlauf und war deshalb stets durch Überschwemmungen gefährdet.

## Geschichte
Die Kirche stammt spätestens aus dem 11. Jahrhundert und ist wohl eine der frühen Pfarrkirchen im Susatal. Sie wird in der Urkunde zur Gründung der Kathedrale von Susa von 1027 und in einer Schenkung an das Priorat von Oulx im Jahr 1065 erwähnt. Markgräfin Adelheid von Susa übergab die Kirche Sankt Peter 1083 dem Chorherrenstift von Santa Maria in Susa. Neben dem älteren, rechteckigen Kirchengebäude wurde wohl um 1100 der romanische Glockenturm errichtet.
In den Jahren 1604 und 1694 wurde das Gebiet der Kirche von schweren Überschwemmungen mit verheerenden Murgängen getroffen, die das Gelände mit einer meterhohen Geschiebeschicht bedeckten. Die zerstörte Kirche war danach nicht mehr benützbar. Das Kirchenschiff wurde zwar repariert, nach weiteren Überschwemmungen jedoch aufgegeben. Das Erdgeschoss des Glockenturms und der untere Teil des Kirchenschiffs sind im Bachgeschiebe versunken, drei der darüber liegenden vier Geschosse des Turms zeigen Biforien und Bogenfriese. Der ursprüngliche Eingang der Kirche ist über dem Boden nicht mehr zu sehen.
An einer besser geschützten Stelle oberhalb der alten Kirche, am Ausgang der Chianoccoschlucht, steht die neue Pfarrkirche St. Peter und Paul aus dem 18. Jahrhundert.
Die Ruine des Kirchturms wurde in den Jahren 1997 bis 2002 konserviert. Die Außenmauern der Kirche weisen schwere Erosionsschäden auf.